# Aéroport international de Sihanoukville
L'Aéroport international de Sihanouk (anciennement Aéroport de Sihanoukville) (code IATA : KOS • code OACI : VDSV)(khmer : អាកាសយានដ្ឋានអន្តរជាតិក្រុងព្រះសីហនុ Anglais: Sihanouk International Airport), est situé 20 km à l'est de Sihanoukville ville, dans la Province de Preah Sihanouk, est le troisième aéroport international du Cambodge. L'aéroport est également connu comme Aéroport de Kaong Kang (Kaong Kang, កោងកាង = mangrove). Le code AITA de KOS est dérivé de Kompong Som qui est l'autre nom de Sihanoukville.

## Situation
| Sihanoukville Siem Reap Phnom Penh |

## Statistiques
Pour des raisons techniques, il est temporairement impossible d'afficher le graphique qui aurait dû être présenté ici.

Voir la requête brute et les sources sur Wikidata.

## Compagnies et destinations
| Compagnies                | Destinations |
| ------------------------- | --- |
| 9 Air                     | Canton-Baiyun |
| AirAsia                   | Kuala Lumpur |
| Bangkok Airways           | Bangkok-Suvarnabhumi , |
| Cambodia Airways          | Macao, Phnom Penh, Siem Reap-Angkor |
| Cambodia Angkor Air       | Pékin-Capitale, Hô Chi Minh Ville (Tân Sơn Nhất), Phnom Penh, Siem Reap-Angkor, Wenzhou-Longwan |
| JC International Airlines | Bangkok-Suvarnabhumi, Chongqing-Jiangbei, Canton-Baiyun, Hangzhou-Xiaoshan, Macao, Nanchang-Changbei, Nanning, Phnom Penh, Quanzhou Jinjiang, Shenzhen-Bao'an, Siem Reap-Angkor, Tianjin Binhai               |
| Lanmei Airlines           | Fuzhou-Chánglè, Canton-Baiyun, Shantou-Chaozhou-Jieyang, Kunming-Changshui, Macao, Nanchang-Changbei, Phnom Penh, Shenzhen-Bao'an, Siem Reap-Angkor, Wuhan, Xiamen-Gaoqi, Xi'an-Xianyang Charter : Linyi (zh) |
| Loong Air                 | Changsha, Wenzhou-Longwan |
| Qingdao Airlines          | Zhanjiang-Wuchuan |
| Royal Air Philippines     | Charter : Clark, Manille-N. Aquino |
| Ruili Airlines            | Kunming-Changshui |
| Sky Angkor Airlines       | Shanghai-Pudong, Xiamen-Gaoqi, Yiwu Charter : Chengdu-Shuangliu, Shantou-Chaozhou-Jieyang, Siem Reap-Angkor, Wuhan, Zhengzhou                                                                                 |
| Thai AirAsia              | Bangkok-Don Muang |
| XiamenAir                 | Xiamen-Gaoqi |

Édité le 02/12/2019